# Andy Roxburgh
Andy Roxburgh (Glasgow, 5 de agosto de 1943) é um ex-futebolista e treinador de futebol escocês.

## Carreira
Andy Roxburgh dirigiu a Escócia na Copa do Mundo de 1990, sediada na Itália, na qual a Escócia terminou na 18º colocação dentre os 24 participantes.